# برج ناقوس
برج ناقوس برجی است که دارای یک یا بیش از یک ناقوس باشد یا در صورت نداشتن ناقوس نیز برای نصب ناقوس طراحی شده باشد. این برج‌ها در سنت اروپایی به‌طور معمول بخشی از کلیسا است و ناقوس کلیسا در آن نصب شده‌است. برج ناقوس‌های قدیمی ممکن است به سبب ارزش تاریخی و نمادین‌شان مرمت و نگهداری شوند ولی در کشورهایی که سنت ناقوس‌نوازی قوی‌تری دارند، این ناقوس‌ها همچنان برای هدف‌های اولیه خود نیز مورد استفاده قرار می‌گیرند.
ناقوس‌ها برای نشان دادن زمان یا خبر دادن از وقایع ویژه‌ای چون عروسی و عزا به صدا در می‌آیند. از نظر تاریخی ناقوس‌ها برای فراخوان دفاع شهری و اعلام خطر آتش‌سوزی نیز به کار برده می‌شدند. برج ناقوس کلیسا (belfry) در سرتاسر اروپا، از ایرلند تا روسیه به چشم می‌خورد. برج‌های ناقوس در چین و سرزمین‌های مرتبط با قلمروی فرهنگی این کشور نیز فراوان دیده می‌شود.

## نگارخانه

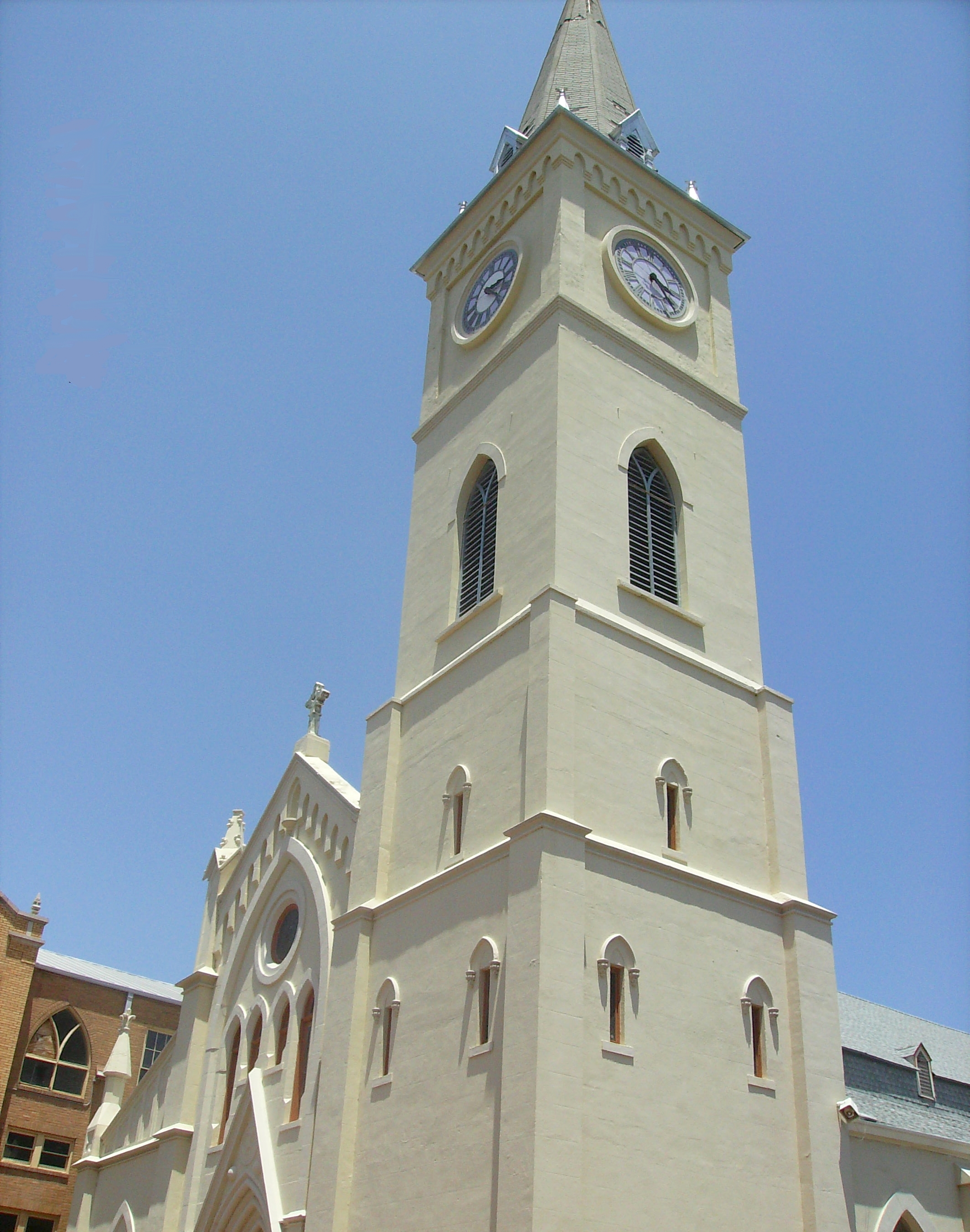
برج ناقوس کلیسای جامع سنت آگوستین، تگزاس
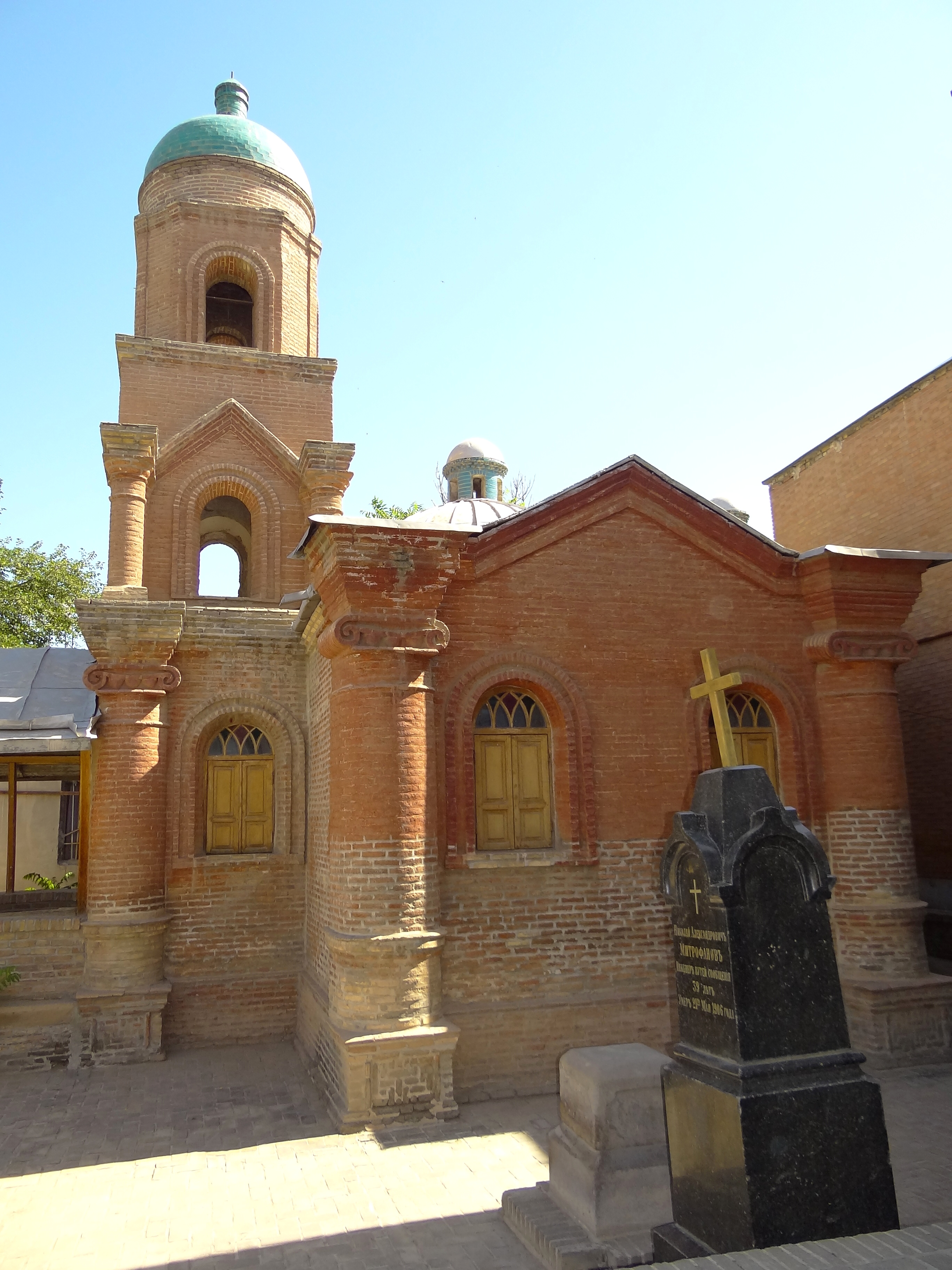
نمایی از برج ناقوس کلیسای کانتور قزوین
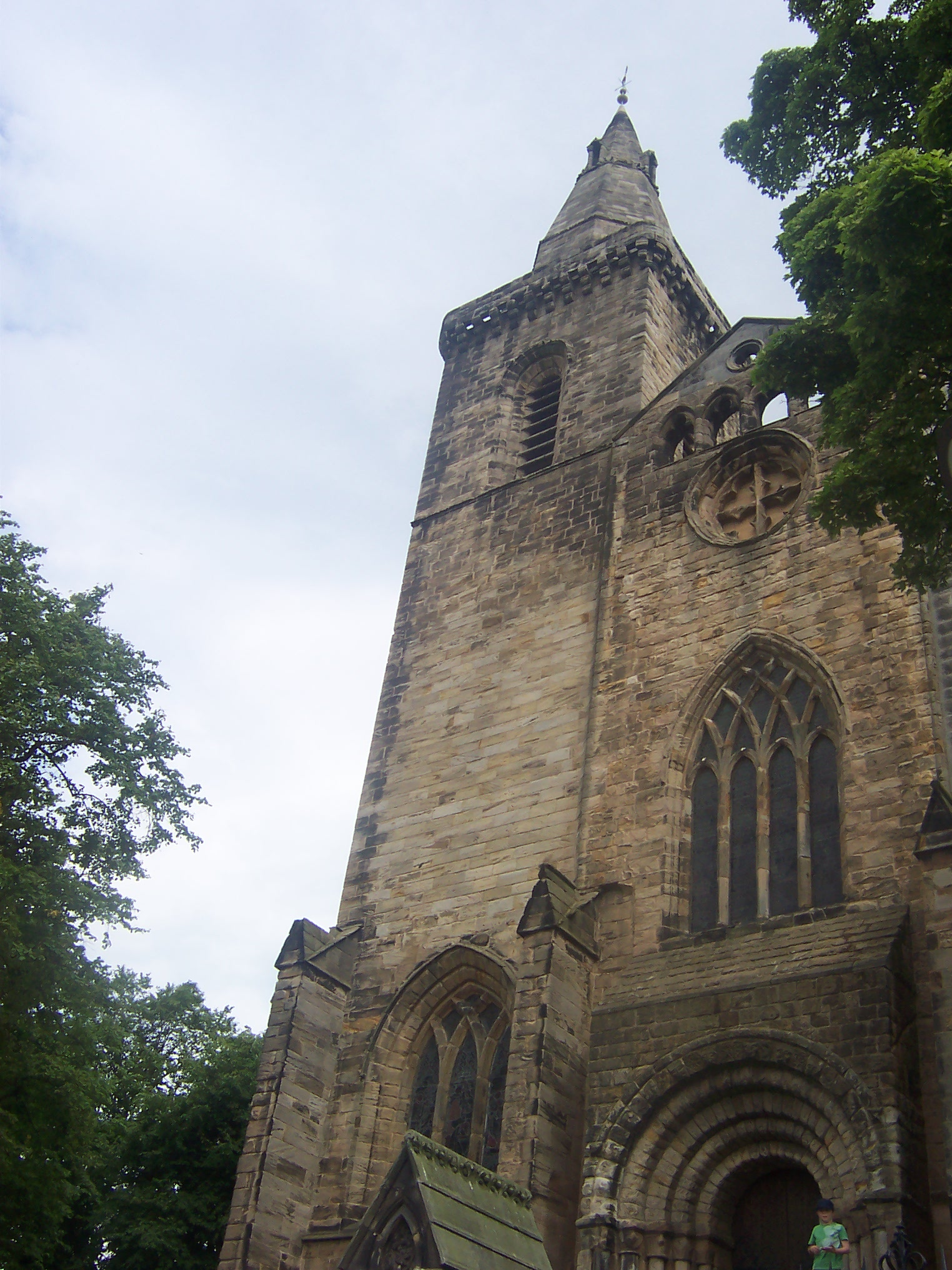
برج ناقوس دانفرملین اَبی در اسکاتلند
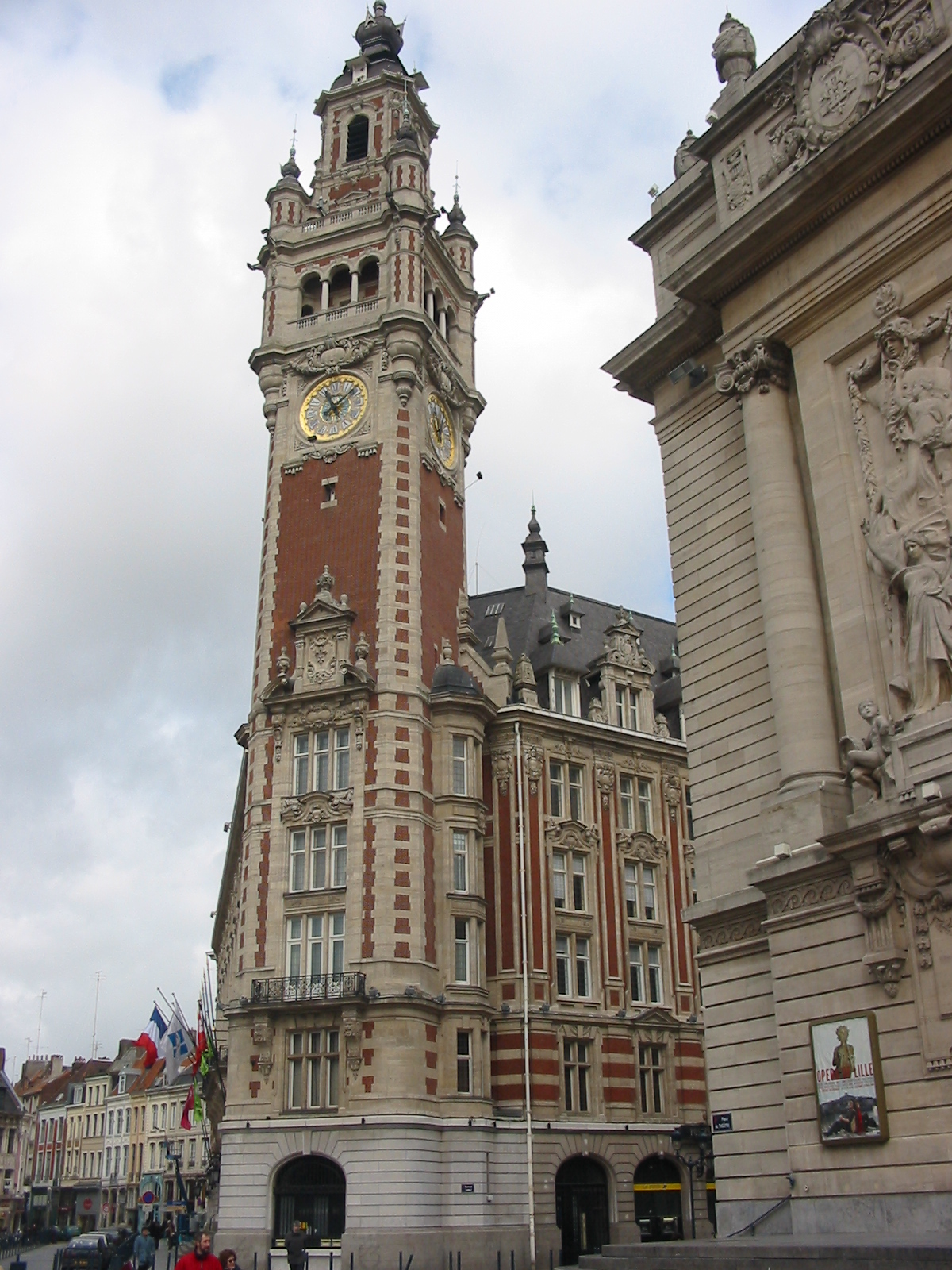
برج ناقوس کلیسای لیل
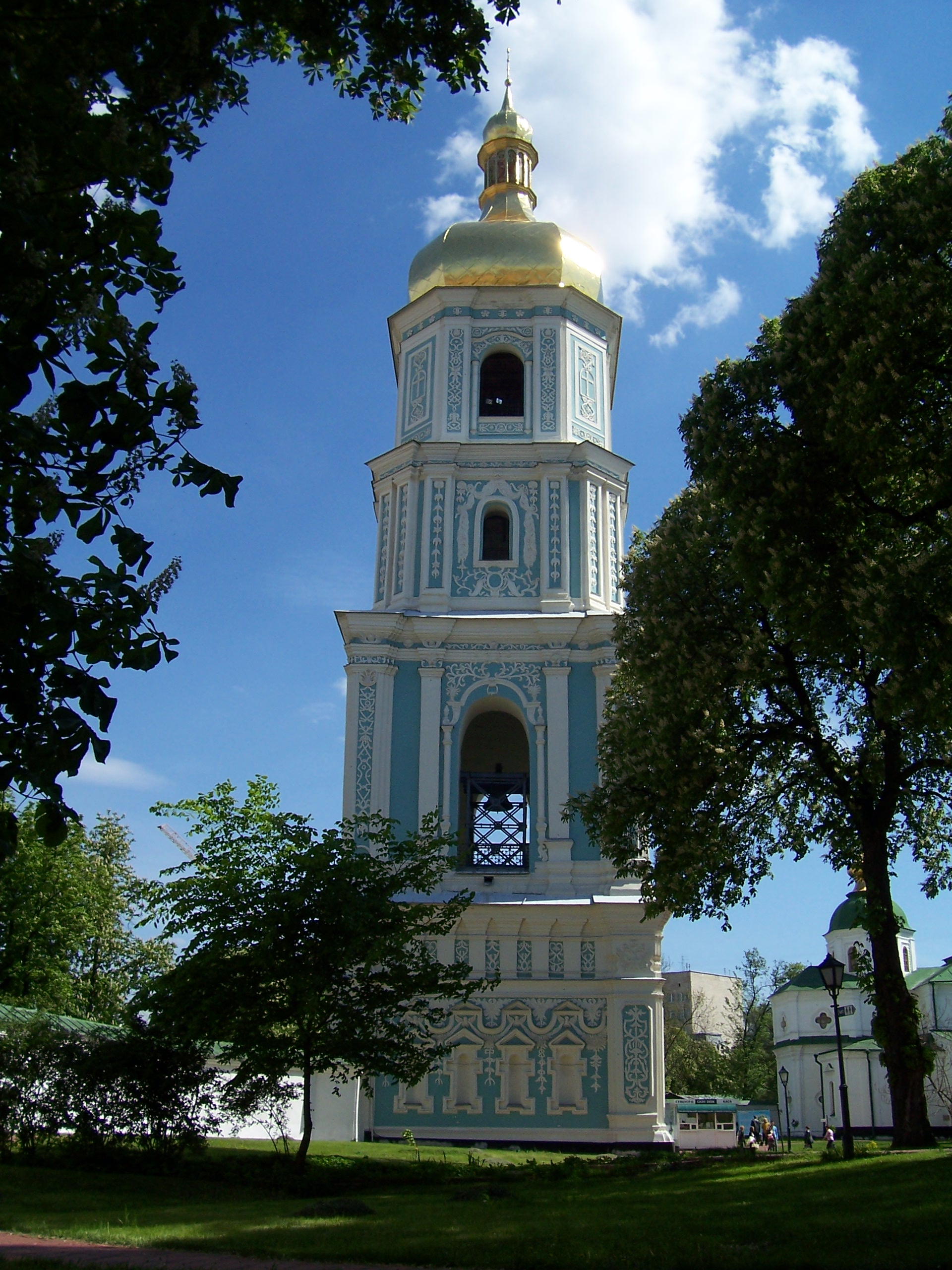
برج ناقوس کلیسای جامع سنت سوفیا کی‌یف
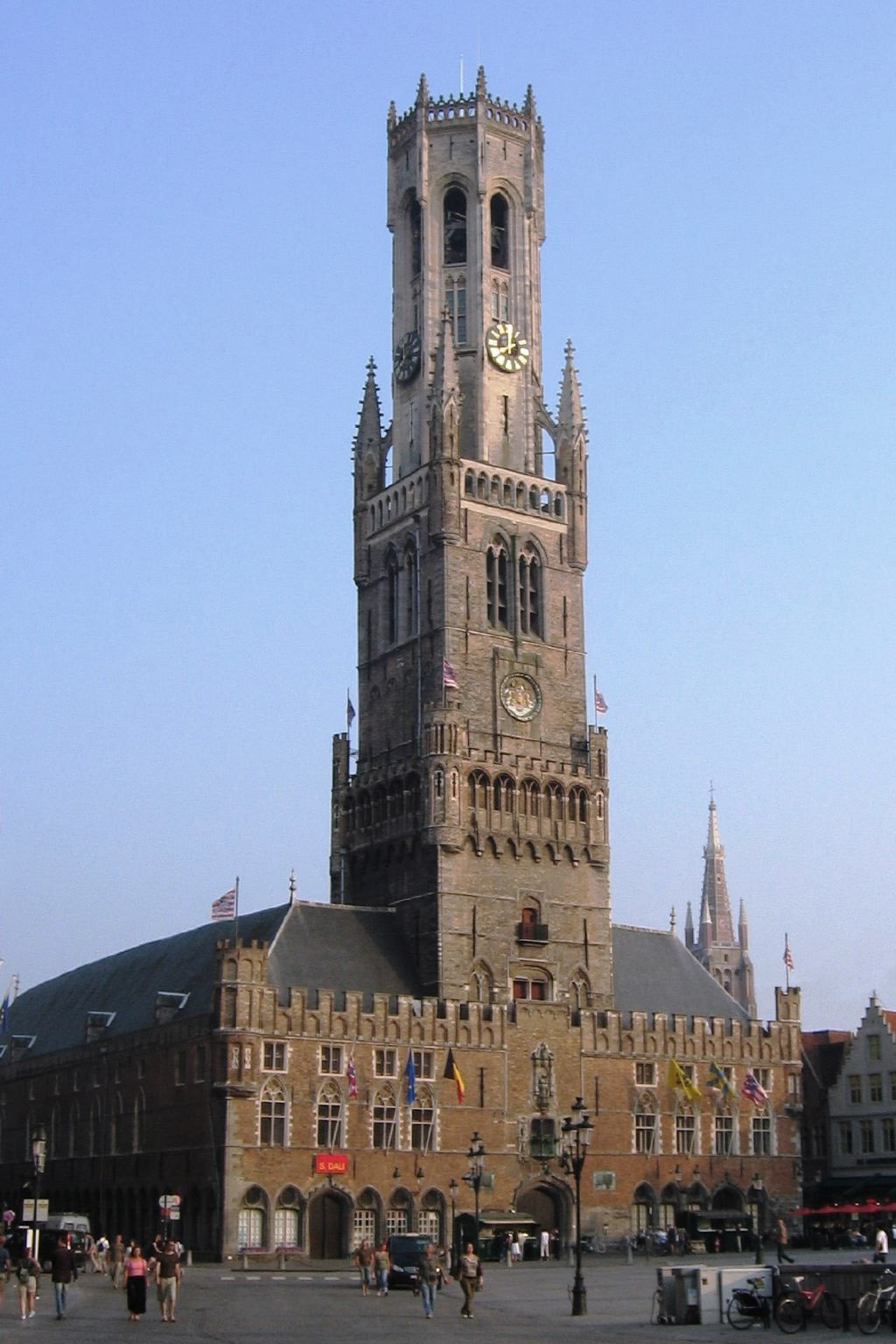
برج ناقوس کلیسای بروژ
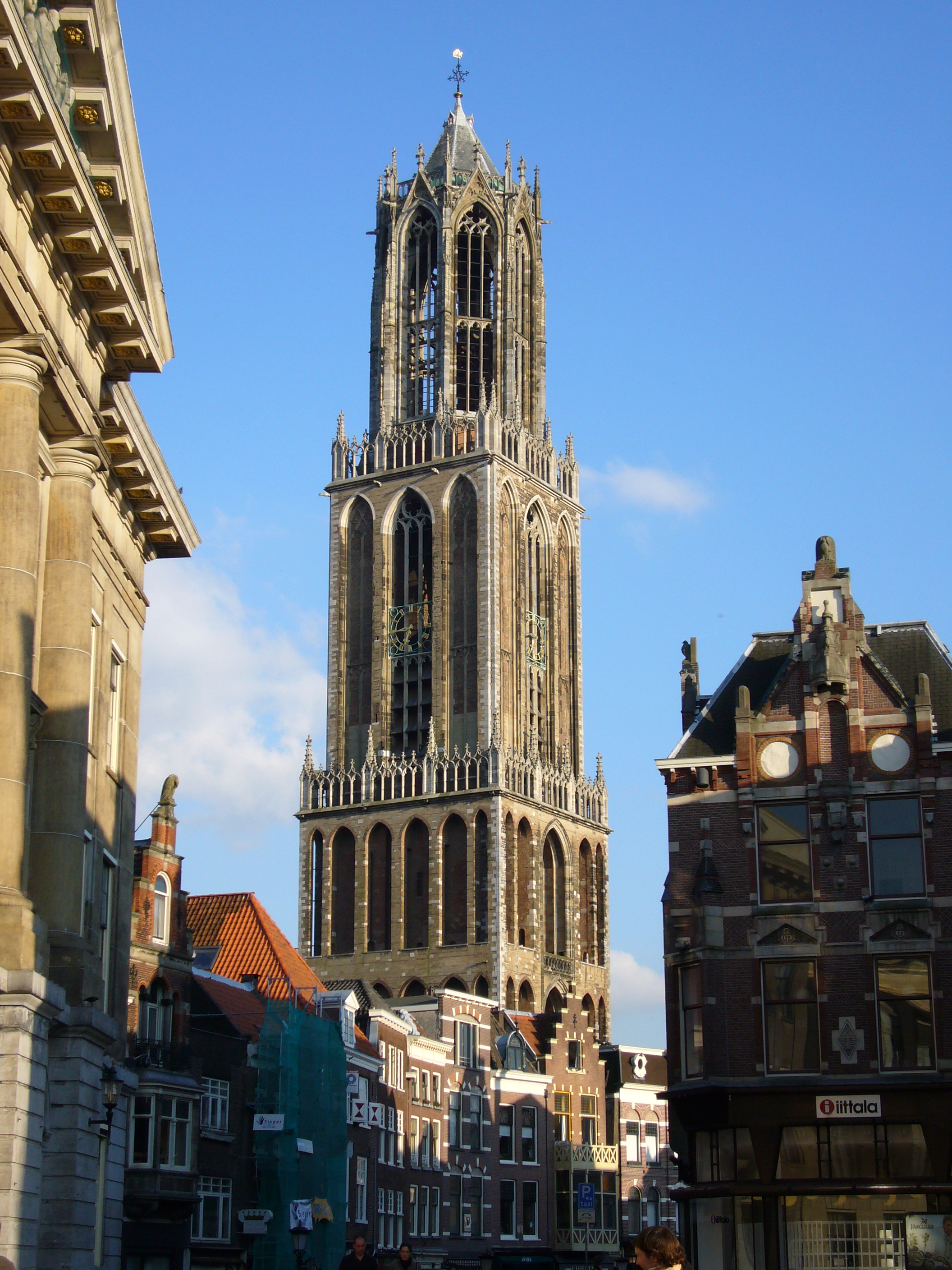
برج کلیسای جامع اوترخت
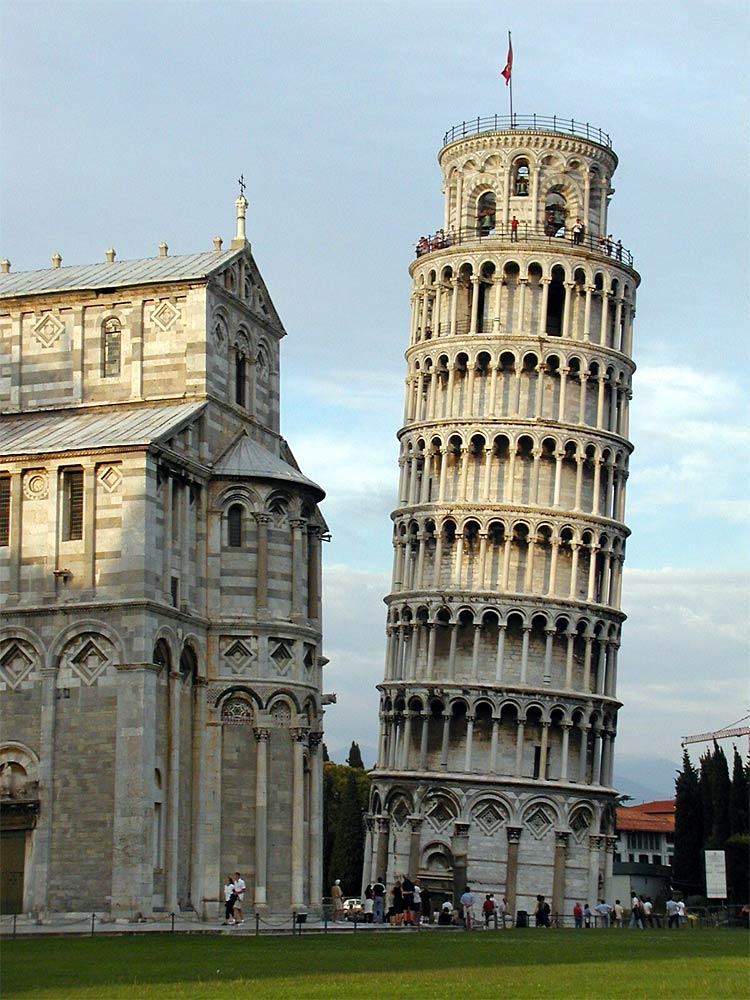
برج کج پیزا
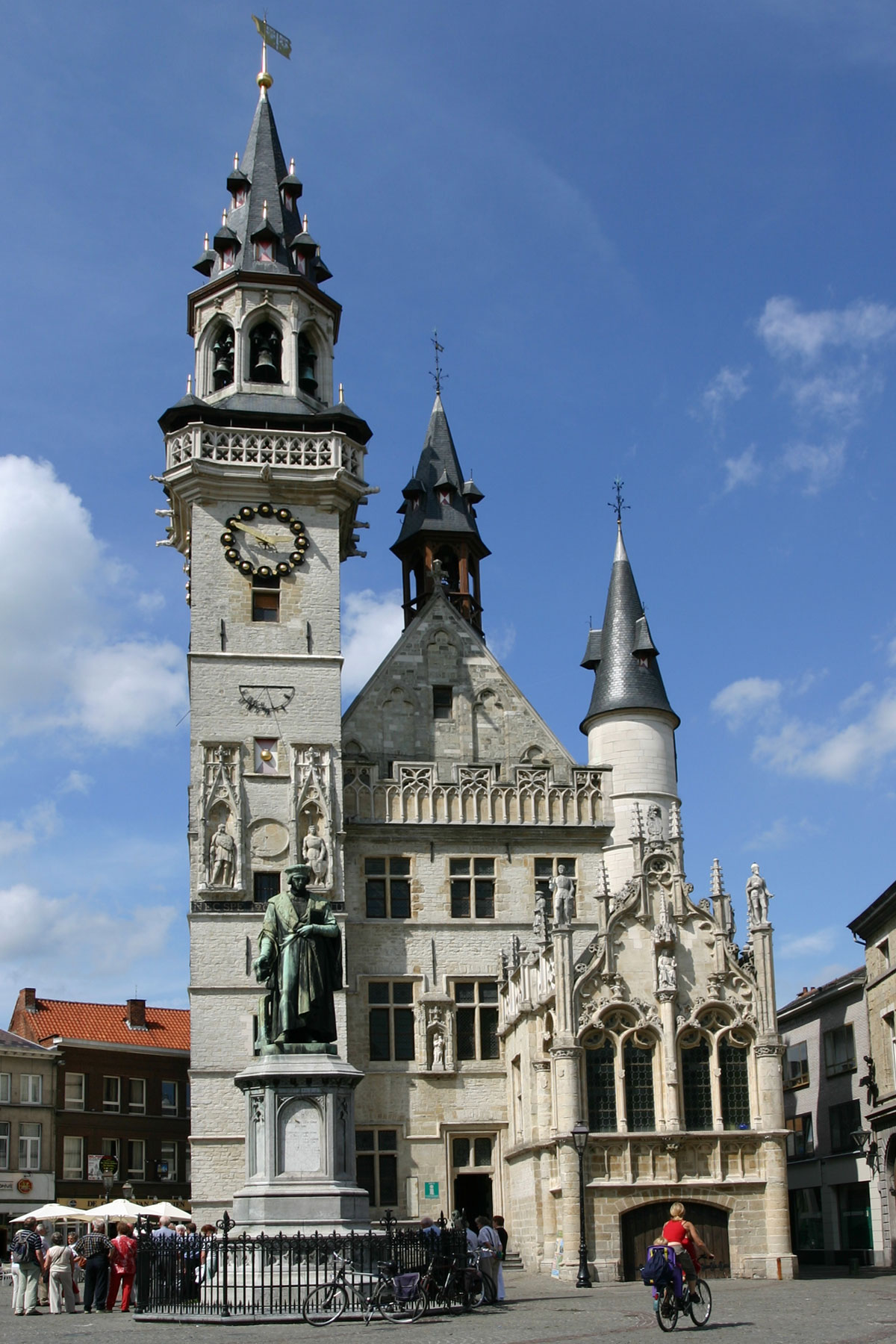
برج ناقوس کلیسای آلست، بلژیک
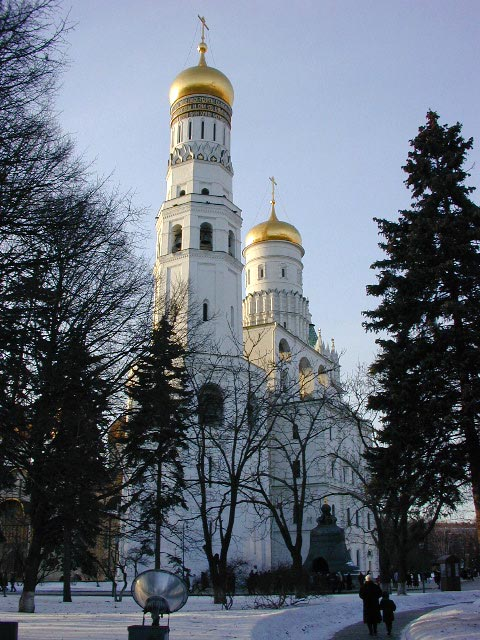
برج ناقوس بزرگ ایوان، مسکو
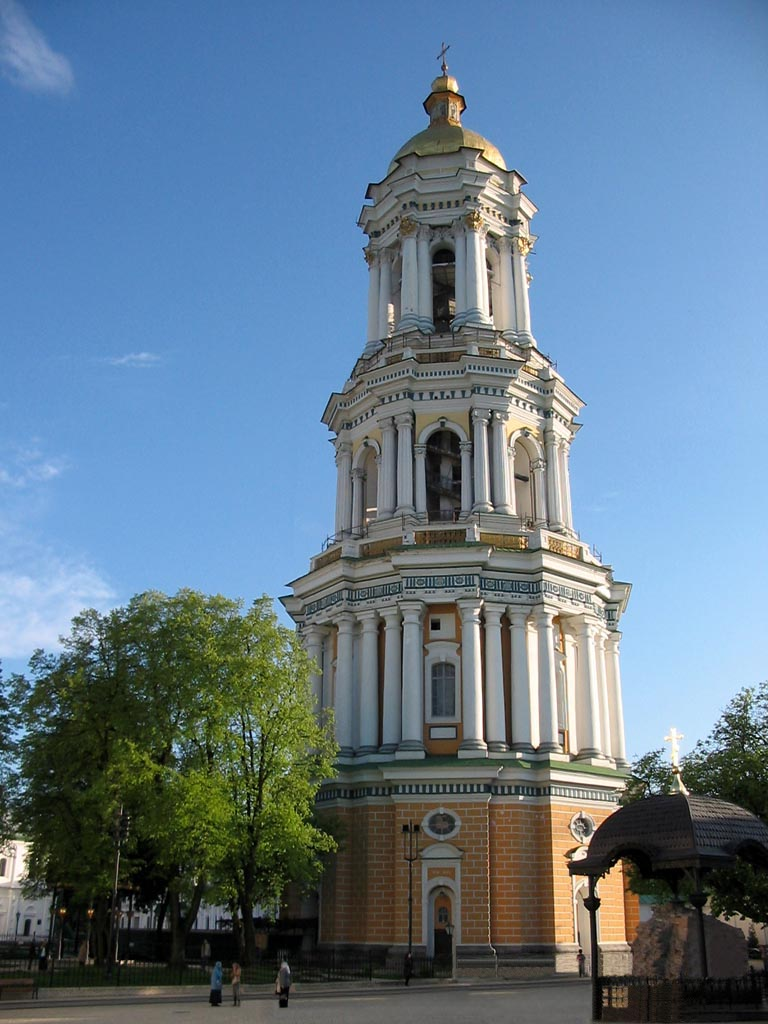
برج صومعه کی‌یف
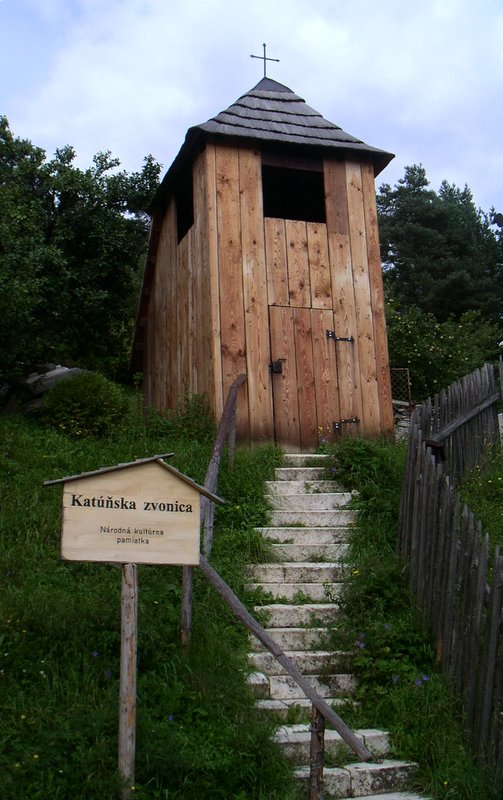
برج ناقوسی ساده در اسلواکی
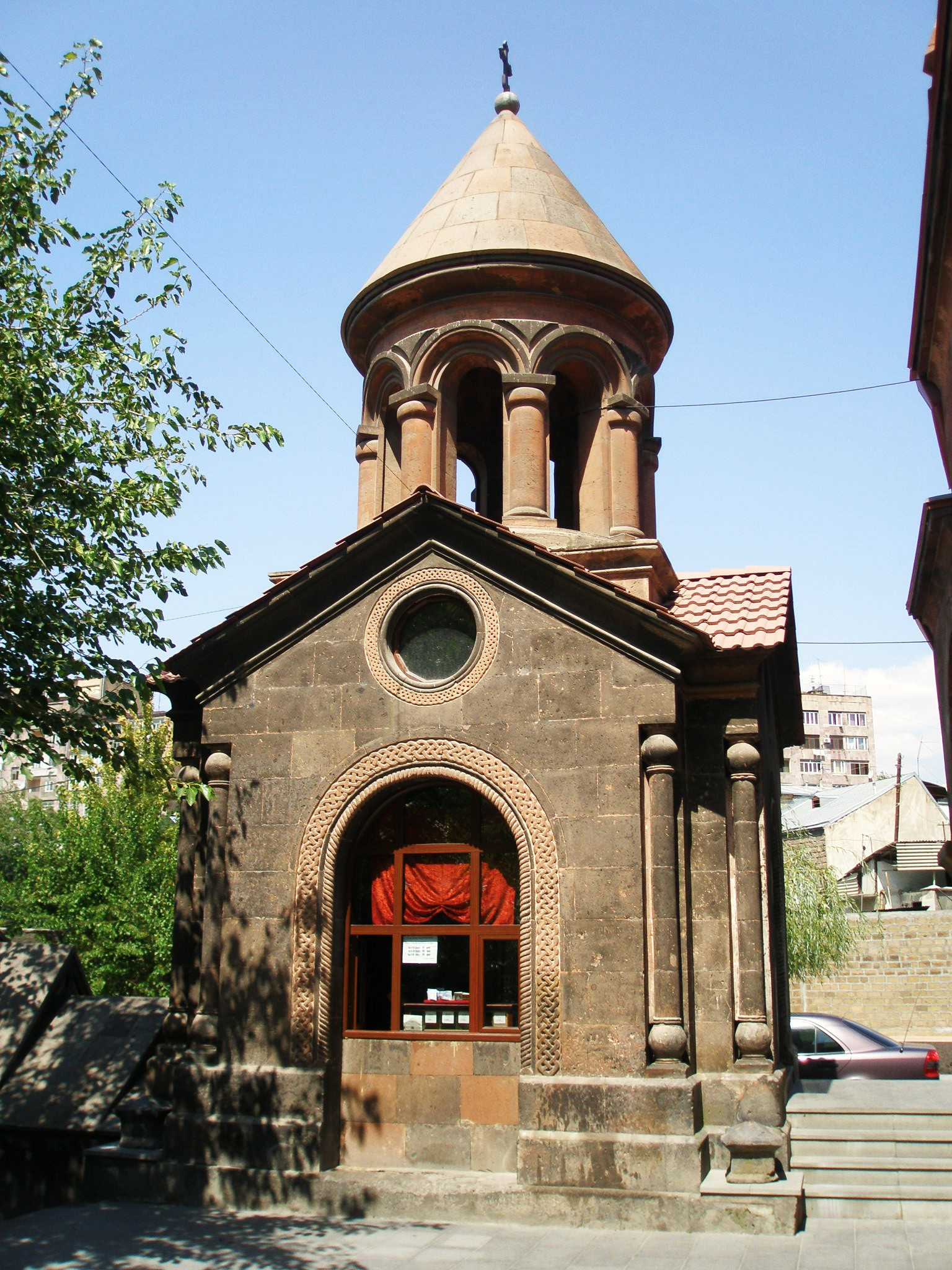
برج ناقوس کلیسای زوراور ایروان

### در شرق دور

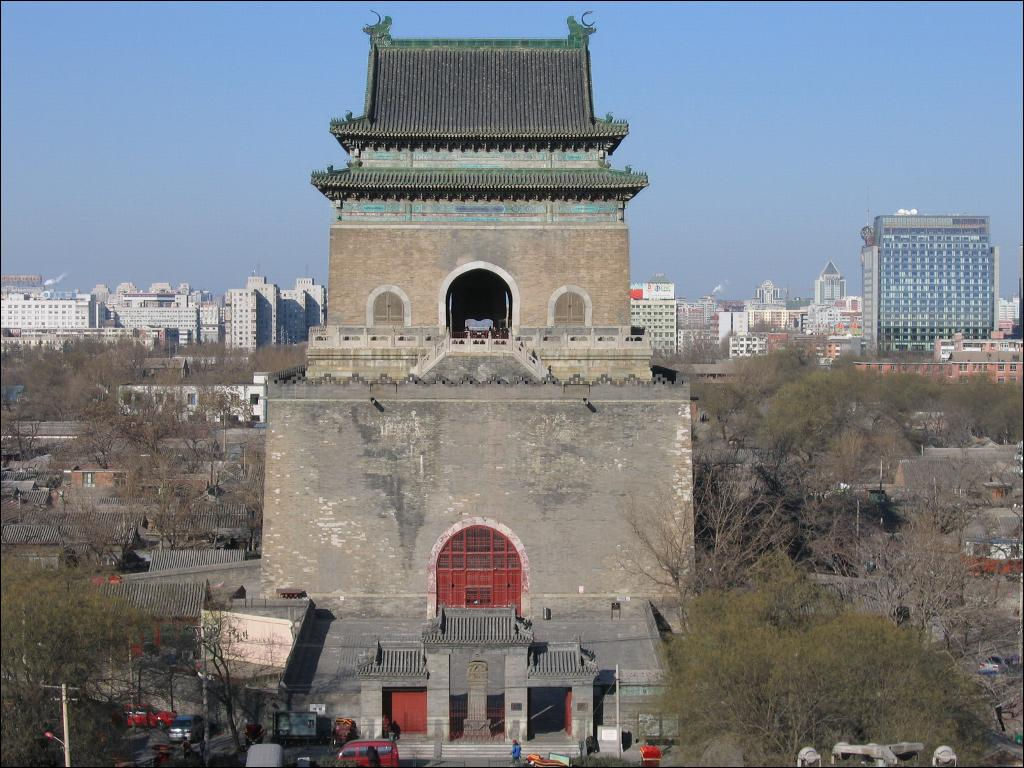
برج ناقوس پکن
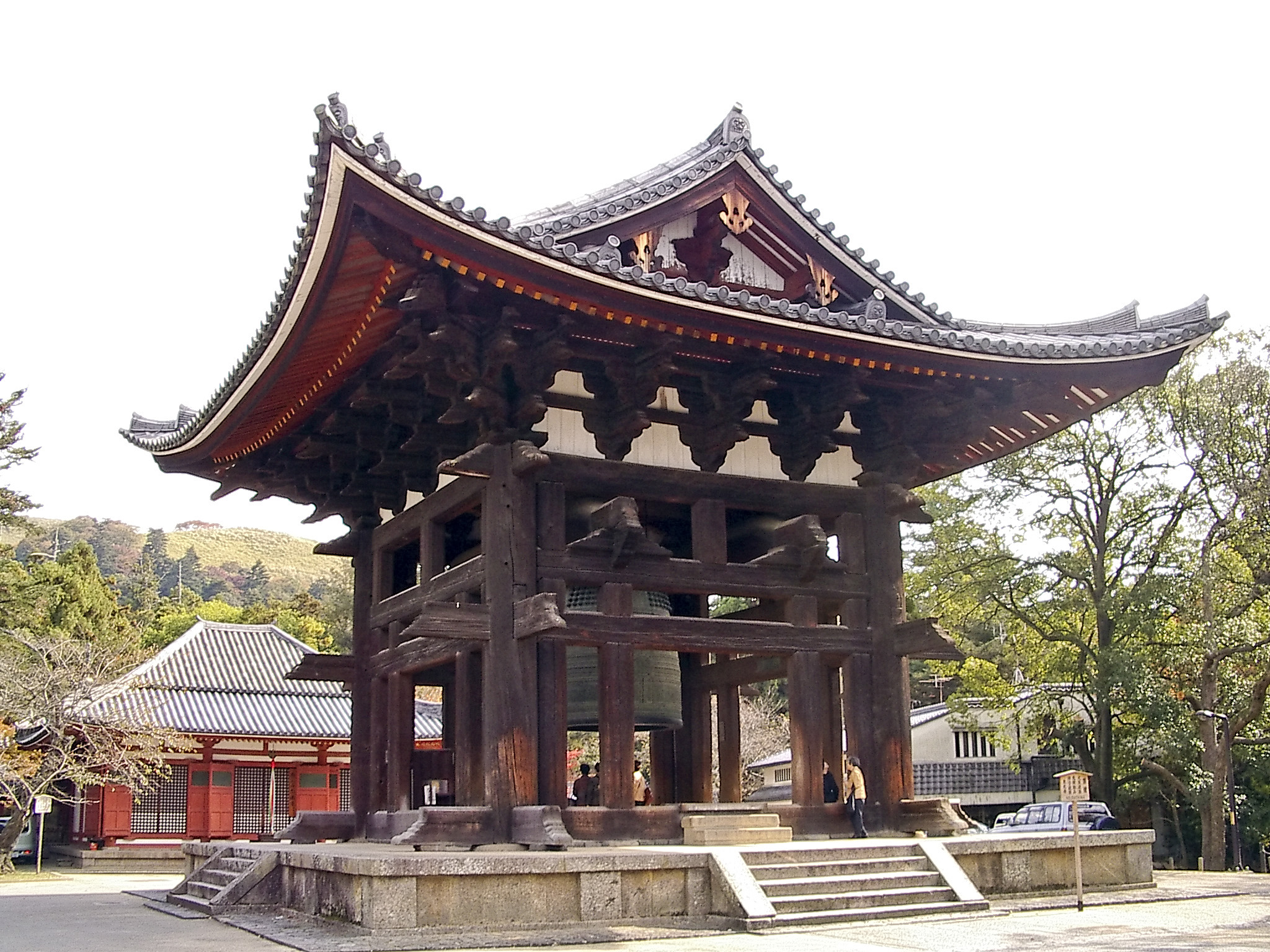
برج ناقوس تودای‌جی نارا
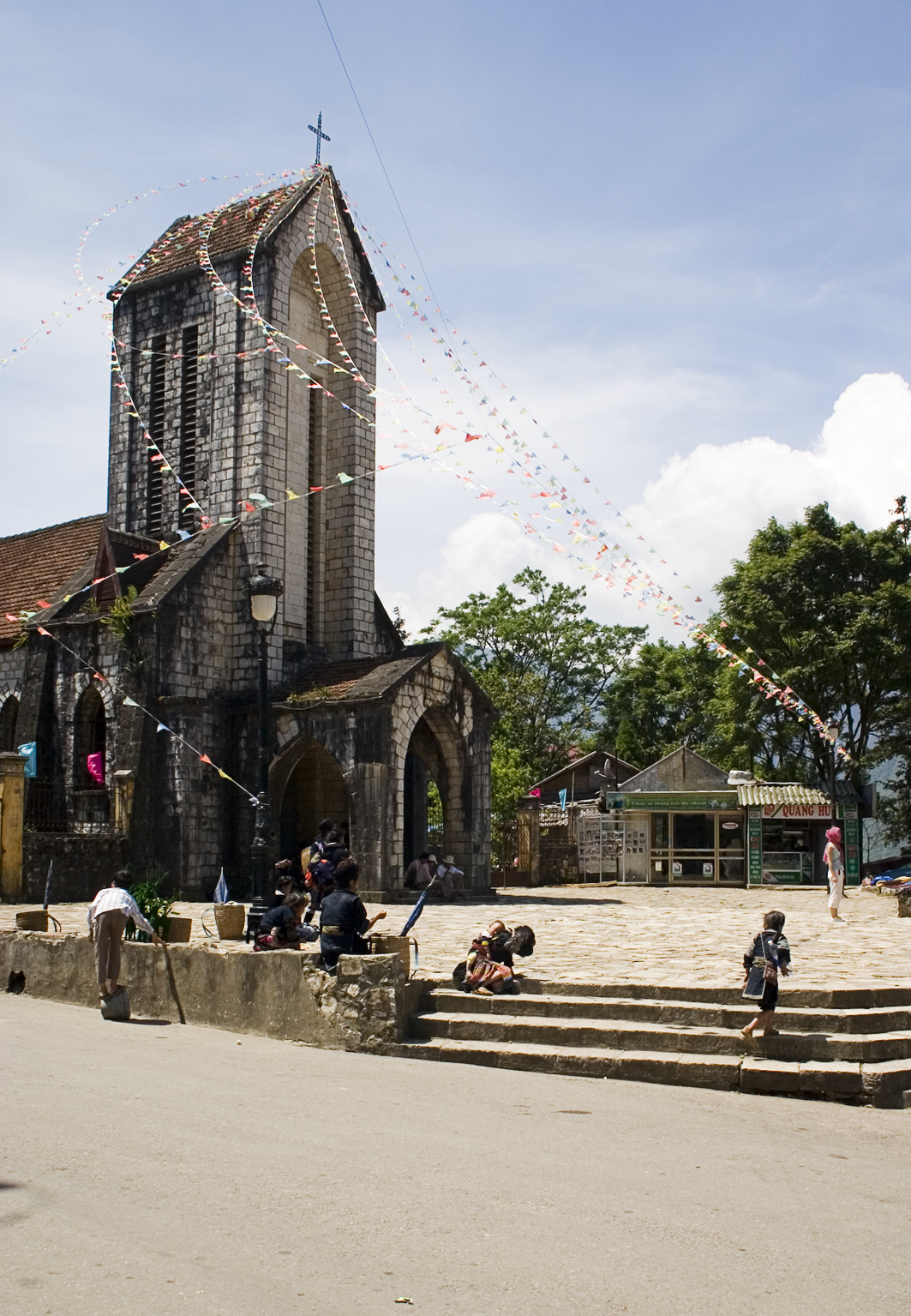
برج ناقوس کلیسا در شهر ساپا، ویتنام